# Chiesa di Santa Maria delle Grazie (Ovada)
La chiesa di Santa Maria delle Grazie, detta di San Domenico, è un edificio religioso del centro storico di Ovada, nel Monferrato (Piemonte), in Italia.

## Storia
La chiesa ed il convento retrostante vennero fondati nel 1481 dal Padre domenicano Giovanni Cagnasso da Taggia, come recita la lapide posta nel 1508 sopra il portale (forse nell'anno stesso dell'ultimazione dei lavori). Tra il 1797 ed il 1815, con l'occupazione napoleonica, fu usata prima come caserma e poi come magazzino. Dopo il congresso di Vienna (1815), l'edificio, sebbene spogliato degli altari originari, venne riconsacrato. Con i restauri degli anni ottanta sono stati riportati a vista i mattoni della struttura interna, anche se il 26 novembre 1986 un incendio ha gravemente danneggiato le opere ancora custodite nella chiesa, come gli stalli ottocenteschi del coro. Oggi la chiesa si presenta con rifacimenti moderni e, seppur restaurata, ha perso parte delle opere d'arte di un tempo.

## Descrizione

### La facciata
La facciata, a salienti, è molto semplice e presenta un finestrone semicircolare. Sopra il portale è situata una lunetta con un affresco della Madonna e due santi domenicani.

### L'interno
L'interno è a croce latina: le tre navate hanno quattro campate con volte a botte per quella centrale e a crociera per quelle laterali. Il presbiterio è goticheggiante ed ospita l'altare barocco.

### Le dimensioni
- lunghezza: 45 m
- larghezza: 17 m
- altezza: 13 m

### Opere conservate nella chiesa
- Sant'Omobono, quadro seicentesco di anonimo genovese, prima campata destra
- San Vincenzo Ferreri, pala d'altare seicentesca (l'altare, in marmo policromo con lo stemma di Genova, era l'altare maggiore della vecchia chiesa parrocchiale di Ovada), seconda campata destra
- Madonna con Santa Caterina e Santa Maria Maddalena, quadro seicentesco di Giovan Battista Casoni, quarta campata destra
- Il settecentesco altare della Beata Vergine del Rosario nel transetto destro (la statua centrale della Madonna è di Francesco Biggi, collaboratore di Domenico Parodi, allievo del Bernini)
- Uccisione di San Pietro da Verona, quadro del 1618 di Giovan Battista Bisio, nella cappella sul transetto destro
- L'altare maggiore proviene dalla chiesa genovese di Santa Maria di Castello e vi venne sistemato, assieme alla balaustra del presbiterio, nel 1690
- Cenotafio di Santa Colomba, con i resti della santa prelevati dalle catacombe romane nell'Ottocento, cappella del transetto sinistro
- San Giuseppe Calasanzio con San Filippo Neri, quadro settecentesco attribuito a Paolo Borroni, terza campata sinistra
- Altare di San Giacinto, domenicano patrono di Ovada (si noti in basso la rappresentazione della città con la scritta "protector uvadae", protettore di Ovada), seconda campata sinistra

### Il convento
Il chiostro romanico è porticato, ma oggi, con gli archi murati, ospita aule scolastiche.
Il resto del convento è settecentesco, con corridoio voltato e spazi adibiti ad usi vari.